# Скрипник, Виктор Анатольевич
Ви́ктор Анато́льевич Скри́пник (укр. Віктор Анатолійович Скрипник; род. 19 ноября 1969, Новомосковск, Днепропетровская область) — украинский футболист, защитник; тренер. Выступал за сборную Украины.

## Биография

### Игровая карьера
В 1989—1991 играл в чемпионате СССР за «Металлург» (Запорожье). В высшей лиге чемпионата СССР провёл 25 игр.
До 1994 года играл в запорожском клубе в чемпионате Украины. В 1994—1996 годах играл за «Днепр» — 64 игры, 16 мячей. Всего в чемпионате Украины провёл 122 игры, забил 19 голов.
В 1996 году оказался в «Вердере» по протекции тренера Бернда Штанге. После 4-х дней спортивных смотрин был подписан контракт на 3 года. Являлся одним из ключевых игроков бременского «Вердера» на протяжении нескольких сезонов. В составе клуба стал чемпионом Германии и двукратным обладателем Кубка. Хотя Скрипник потерял своё постоянное место в Бремене в более поздние годы, он оставался одним из любимцев публики — не в последнюю очередь из-за его клубной лояльности и приземлённого характера.
В том числе, это было показано 1 мая 2004 года в его предпоследней домашней игре последнего сезона в клубе 2003/04. В победном матче с «Гамбургом» (6:0), Скрипник вышел на поле на 72-й минуте вместо Пекка Лагерблума. Когда на 84-й минуте в ворота «Гамбурга» был назначен пенальти, болельщики начали скандировать имя Скрипника, остальная часть команды также призвала его выполнить пенальти и, таким образом, он забил свой последний гол за «музыкантов». В чемпионате Германии на его счёту 138 игр и 7 голов.
За сборную Украины дебютировал 7 сентября 1994 в матче против сборной Литвы (поражение 0:2). В составе сборной Украины — 24 игры, 2 гола.

### Тренерская карьера
В 2004 году завершил карьеру игрока и начал тренерскую карьеру в бременском «Вердере». С 2004 по 2005 год был помощником тренера сборной U-15 и тренером третьей команды в сезоне 2005/06. Он возглавил команду U-16 в Verbandsliga в сезоне 2006/07, а затем тренировал U-18. На сезон 2013/14 стал главным тренером «Вердера» U-23 в Северной региональной лиге.
25 октября 2014 года, в качестве преемника Робина Дутта, он занял пост главного тренера «Вердера», который на тот момент находился на последнем месте в Бундеслиге, до конца сезона поднял команду на 10-е место в чемпионате. 28 октября в первом официальном матче под руководством Скрипника «Вердер» одержал победу в выездном кубковом матче против клуба «Кемницер» со счётом 2:0; в этом розыгрыше Кубка Германии дошёл с командой до полуфинала. В ноябре 2014 года «Вердер» продлил контракт со Скрипником до 2017 года. Был уволен 18 сентября 2016 года после того, как команда проиграла первые 3 матча сезона 2016/17, включая игру против «Боруссии» из Мёнхенгладбаха (1:4).

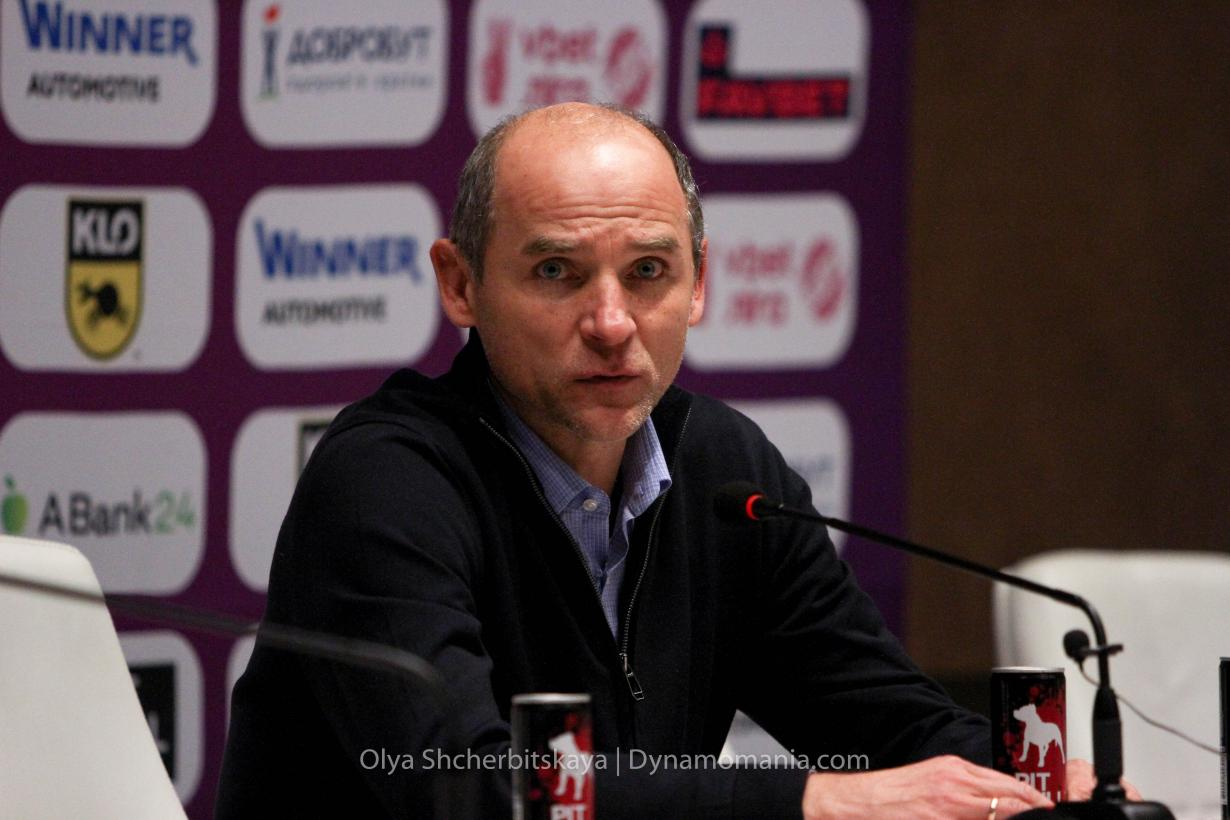
Скрипник в качестве главного тренера «Зари»

В июле 2018 года Скрипник занял пост главного тренера латвийской «Риги», где получил долгосрочный контракт. В октябре 2018 года Скрипник завоевал свой первый тренерский титул, победив по пенальти со счётом 5:4 в финале Кубка Латвии. Всего две недели спустя он также выиграл чемпионат Латвии и, таким образом, отпраздновал золотой дубль. Был признан тренером года. В начале февраля 2019 года покинул клуб.
Летом 2019 года Виктор Скрипник был назначен главным тренером луганской «Зари». Был признан лучшим тренером УПЛ за сентябрь 2021 года.
Летом 2022 года возглавил футбольный клуб «Ворскла». 20 декабря 2023 года заключил соглашение с клубом «Металлист 1925». 26 июля 2024 года подал в отставку с занимаемой должности. 16 июня 2025 года вернулся в «Зарю».

## Тренерская статистика
| Вердер U-17    | Германия | 1 июля 2008     | 30 июня 2013     | 134 | 83  | 17 | 34  | 061,94 |
| Вердер II      | Германия | 1 июля 2013     | 25 октября 2014  | 47  | 31  | 7  | 9   | 065,96 |
| Вердер         | Германия | 26 октября 2014 | 18 сентября 2016 | 70  | 26  | 14 | 30  | 037,14 |
| Рига           | Латвия   | 5 июля 2018     | 5 февраля 2019   | 20  | 15  | 3  | 2   | 075,00 |
| Заря           | Украина  | 1 июля 2019     | 30 июня 2022     | 102 | 54  | 18 | 30  | 052,94 |
| Ворскла        | Украина  | 1 июля 2022     | 19 декабря 2023  | 53  | 23  | 11 | 19  | 043,40 |
| Металлист 1925 | Украина  | 20 декабря 2023 | 26 июля 2024     | 14  | 1   | 6  | 7   | 007,14 |
| Заря           | Украина  | 16 июня 2025    |                  | 3   | 1   | 1  | 1   | 033,33 |
| Всего          | Всего    | Всего           | Всего            | 443 | 234 | 77 | 132 | 052,82 |

## Достижения

### В качестве игрока
«Вердер»
- Чемпион Германии: 2004
- Обладатель Кубка Германии (2): 1999, 2004

### В качестве тренера
«Рига»
- Чемпион Латвии: 2018[11]
- Обладатель Кубка Латвии: 2018[12]

«Заря»
- Бронзовый призёр чемпионата Украины (2): 2019/20, 2020/21
- Финалист Кубка Украины: 2020/21

### Личные
- Лучший левый защитник Украины 2002 года по версии газеты «Команда»
- Тренер сезона в Бундеслиге по версии Transfermarkt: 2014/15[13]
- Тренер года в Латвии: 2018[14]
- Лучший тренер сезона Украинской Премьер-лиги[укр.]: 2019/20[15]
- Лучший тренер месяца УПЛ: сентябрь 2021[10]

## Семья
Жена — Лиана (врач по профессии). Сын Владислав и дочь Лиана.

## Статистика
| Сезон     | Клуб                   | Матчей | Голов |
| --------- | ---------------------- | ------ | ----- |
| 1989      | Металлург (Запорожье)  | 2      | 0     |
| 1990      | Металлург (Запорожье)  | 19     | 0     |
| 1991      | Металлург (Запорожье)  | 25     | 0     |
| 1992      | Металлург (Запорожье)  | 18     | 1     |
| 1992/93   | Металлург (Запорожье)  | 28     | 2     |
| 1993/94   | Металлург (Запорожье)  | 32     | 4     |
| 1994/95   | Днепр (Днепропетровск) | 31     | 8     |
| 1995/96   | Днепр (Днепропетровск) | 31     | 6     |
| 1996/97   | Днепр (Днепропетровск) | 2      | 3     |
| 1996/97   | Вердер                 | 22     | 1     |
| 1997/98   | Вердер                 | 23     | 0     |
| 1998/99   | Вердер                 | 16     | 0     |
| 1999/2000 | Вердер                 | 5      | 0     |
| 2000/01   | Вердер                 | 10     | 0     |
| 2001/02   | Вердер                 | 31     | 4     |
| 2002/03   | Вердер                 | 25     | 1     |
| 2003/04   | Вердер                 | 6      | 1     |